# Houslová sonáta č. 9 (Beethoven)

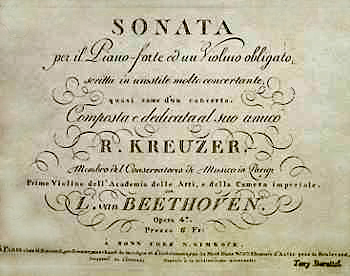
Titulní strana původního vydání Kreutzerovy sonáty

Houslová sonáta č. 9, Op. 47, známá také jako Kreutzerova sonáta, je virtuózní skladba Ludwiga van Beethovena pro housle a klavír. Má tři věty, provedení trvá přibližně 40 minut.

## Okolnosti vzniku a dedikace
Beethoven napsal třetí větu této sonáty již v roce 1802, původně jako závěrečnou větu své šesté houslové sonáty (Op. 30/1). Těsně před jejím dokončením se však rozhodl závěrečnou větu nahradit jinou, která se k ostatním částem šesté sonáty hodila lépe.
K odložené větě se vrátil o rok později, když do Vídně na jaře přijel houslový virtuos George Bridgetower. Beethoven dopsal první dvě věty a 24. května 1803 sonátu s Bridgetowerem poprvé uvedl na ranním koncertu v paláci Augarten. Druhou větu přitom dokončil až poslední den před premiérou a Bridgetower ji musel hrát z listu bez jakékoliv předchozí zkoušky.
Premiéra se vydařila a Beethoven sonátu následně věnoval právě Bridgetowerovi, jehož výkon na něj udělal velký dojem. Krátce poté se však hudebníci pohádali a rozladěný Beethoven přepsal dedikaci sonáty. Novým adresátem byl Rodolphe Kreutzer, francouzský houslista, který se s Beethovenem krátce setkal, ale neměl o jeho hudbu zvláštní zájem a tuto sonátu údajně nikdy veřejně nehrál.

## Struktura sonáty
Sonáta má tři věty:
1. Adagio sostenuto – Presto
2. Andante con variazioni
3. Presto

## V literatuře
K popularizaci Kreutzerovy sonáty značně přispěla stejnojmenná novela, kterou napsal v roce 1889 Lev Nikolajevič Tolstoj.